# Vieilles Canailles
Pour les articles homonymes, voir Vieille Canaille.
Pour plus de détails, voir Fiche technique et Distribution.
Vieilles Canailles (Waking Ned) est un film irlando-britannique réalisé par Kirk Jones et sorti en 1998. Un remake intitulé À l'ancienne a été tourné en 2024 par Hervé Mimran.

## Synopsis
Au cœur de la campagne irlandaise, dans le petit village de Tullymore, deux amis septuagénaires, Jackie O'Shea et Michael O'Sullivan découvrent que l'un des 52 habitants a gagné le gros lot à la loterie nationale. C'est alors qu'ils décident de rencontrer cette personne à tout prix, avant que la nouvelle ne se répande, afin de lui soutirer une partie son magot.
L'histoire suit également la relation amoureuse chaotique entre Finn le porcher et sa fiancée Maggie, qui ne peut se résoudre à l'épouser à cause de son odeur pestilentielle. Il devra rapidement trouver une solution, car Pat Mulligan aimerait bien lui aussi épouser Maggie et devenir le père « officiel » de son petit garçon, Maurice.
Le gagnant du ticket est un certain Ned Devine, un vieillard extrêmement gentil, généreux et discret. Seulement voilà : à cause de l'émotion, Ned a été terrassé par une crise cardiaque. Jackie décide, avec l'aide de Michael, de récupérer coûte que coûte la cagnotte, qui est de presque 7 millions de livres, afin de la partager avec tout le village comme l'aurait fait Ned de son vivant. Pour cela, Michael se fait passer pour Ned auprès de l'inspecteur du loto, un homme de Dublin. Ce dernier lui pose plein de questions pour s'assurer de son identité, et Michael s'en sort sans problème. Seulement, l'inspecteur a l'intention de revenir plus tard, afin de s'assurer auprès des villageois qu'il est bien le vrai Ned Devine.
Nos 2 compères réalisent alors que, pour pouvoir le berner, il faut impliquer tout le village dans cette affaire. Jackie et Michael proposent donc aux habitants de diviser la cagnotte en parts égales entre tous, ce qui ferait environ 130 000 livres pour chaque habitant. Fous de joie, tous les villageois acceptent, sauf une vieille mégère du nom de Lizzy Quinn, qui a bien l'intention d'obtenir la plus grosse part du gâteau. Le jour de l'enterrement de Ned, l'inspecteur du loto débarque sans prévenir pour faire sa petite enquête dans le village. Mais grâce à une astucieuse pirouette, Jackie sauve la situation. Ainsi, lui et Michael parviennent à récupérer le chèque de 7 millions de livres des mains de l'inspecteur, qui s'en va aussitôt.
Alors que tout le monde fait la fête au pub, Maggie en profite pour se réconcilier avec Finn : ce dernier accepte d'abandonner son travail de porcher pour pouvoir se mettre en ménage avec elle. De son côté Lizzy Quinn se rend à une cabine téléphonique située au bord d'une falaise, afin de dénoncer tout le monde à la loterie nationale. Au même moment, l'inspecteur du loto arrive en voiture, éternue violemment, perd la maitrise de son véhicule et manque de percuter Lizzy. Il se rattrape de justesse, mais soudain, une camionnette arrive en face de lui. Celle-ci, au lieu de freiner, fait un virage de côté pour éviter l'inspecteur - qui s'enfuit sans demander son reste - et envoie la cabine téléphonique (avec Lizzy à l'intérieur) s'écraser en bas de la falaise.
Plus tard dans la nuit, alors que les villageois font encore la fête, Maggie raconte à Jackie que Maurice n'est autre que le fils biologique de Ned. Jackie lui conseille alors de prendre tout l'argent, car il revient de droit à Maurice. Mais Maggie refuse, parce que Finn saurait ainsi qu'il n'est pas le vrai père de Maurice. Au petit matin, tout le village s'est endormi. Jackie et Michael (accompagnés de quelques personnes dont Maurice) se rendent sur la plus haute colline du village avec quelques verres et une bouteille d'alcool. Une fois arrivés, ils lèvent tous leurs verres au ciel, et saluent une dernière fois Ned.
Le film se termine sur ces images, ainsi que sur la chanson The Parting Glass, de Shaun Davey.

## Fiche technique
- Titre original : Waking Ned
- Titre français : Vieilles Canailles (ou À la santé de Ned)
- Réalisation : Kirk Jones
- Scénario : Kirk Jones
- Production : Richard Holmes, Glynis Murray
- Musique : Shaun Davey
- Photographie : Henry Braham
- Montage : Alan Strachan
- Décors : John Ebden
- Costumes : Rosie Hackett
- Budget : 3 000 000 $
- Pays :  Royaume-Uni,  Irlande,  France et  États-Unis
- Langue : anglais
- Format : couleurs - Dolby
- Genre : comédie
- Durée : 91 minutes
- Date de sortie : 15 septembre 1998

## Distribution
- Ian Bannen : Jacky O'Shea
- David Kelly : Michael O'Sullivan
- Fionnula Flanagan : Annie O'Shea
- Susan Lynch : Maggie O'Toole
- James Nesbitt (VF : Marc Saez) : Pig Finn (Finn "le cochon")

 Source et légende : version française (VF) sur RS Doublage

## Production

### Lieux de tournage
Bien que l'histoire se déroule en Irlande, le film a été entièrement tourné sur l'île de Man.

## Bande originale
1. Let the draw begin (4 min 00 s) Shaun Davey
2. Fisherman's Blues (4 min 14 s) The Waterboys
3. Red Herrings (3 min 29 s)
4. Maggie and Fin (2 min 59 s)
5. Cursing in Heaven (3 min 27 s)
6. The Ballad of Ned Devine/ The Witches' Reel (5 min 22 s)
7. Jackie's Theme (2 min 58 s)
8. Michael's Ride (3 min 21 s)
9. Beyond Dreams and Spirit (4 min 27 s)
10. Hear Me (3 min 24 s)
11. An Angel Will Cry (3 min 25 s)
12. The Lotto Man Comet (3 min 40 s)
13. Lux Eterna, My Eternal Friend (5 min 51 s)
14. The Tullymore Polka/ The Witch, The Fiddle and the Phonebox (5 min 31 s)
15. The Parting Glass (5 min 36 s)

## Distinctions

### Nominations
- Screen Actors Guild Awards : meilleure distribution
- Screen Actors Guild Awards : meilleur acteur dans un second rôle pour David Kelly